# Gran Premio motociclistico d'Australia 1999
Il Gran Premio motociclistico d'Australia 1999 corso il 3 ottobre, è stato il tredicesimo Gran Premio della stagione 1999 e ha visto vincere nella classe 500 la Honda di Tadayuki Okada, nella classe 250 l'Aprilia di Valentino Rossi e nella classe 125 la Honda di Marco Melandri.

## Classe 500

### Arrivati al traguardo
| Pos | Nº | Pilota                   | Squadra                    | Motocicletta | Giri | Tempo     | Griglia | Punti |
| --- | -- | ------------------------ | -------------------------- | ------------ | ---- | --------- | ------- | ----- |
| 1   | 8  | Tadayuki Okada           | Repsol Honda               | Honda        | 27   | 42:09.271 | 7       | 25    |
| 2   | 2  | Max Biaggi               | Marlboro Yamaha            | Yamaha       | 27   | +0.085    | 5       | 20    |
| 3   | 55 | Régis Laconi             | Red Bull Yamaha WCM        | Yamaha       | 27   | +0.124    | 3       | 16    |
| 4   | 4  | Carlos Checa             | Marlboro Yamaha            | Yamaha       | 27   | +9.497    | 10      | 13    |
| 5   | 3  | Àlex Crivillé            | Repsol Honda               | Honda        | 27   | +9.811    | 12      | 11    |
| 6   | 15 | Sete Gibernau            | Repsol Honda               | Honda        | 27   | +10.691   | 6       | 10    |
| 7   | 24 | Garry McCoy              | Red Bull Yamaha WCM        | Yamaha       | 27   | +12.135   | 15      | 9     |
| 8   | 9  | Nobuatsu Aoki            | Suzuki Grand Prix          | Suzuki       | 27   | +25.028   | 11      | 8     |
| 9   | 19 | John Kocinski            | Kanemoto Nettaxi Honda     | Honda        | 27   | +25.219   | 14      | 7     |
| 10  | 10 | Kenny Roberts Jr         | Suzuki Grand Prix          | Suzuki       | 27   | +41.652   | 1       | 6     |
| 11  | 26 | Haruchika Aoki           | FCC TSR                    | TSR Honda    | 27   | +47.628   | 17      | 5     |
| 12  | 17 | Jurgen van den Goorbergh | Biland GP1                 | MuZ-Weber    | 27   | +47.670   | 18      | 4     |
| 13  | 52 | David de Gea             | Proton KR Modenas          | Modenas KR3  | 27   | +1:22.997 | 21      | 3     |
| 14  | 37 | Steve Martin             | Dee Cee Jeans Racing       | Honda        | 27   | +1:23.305 | 23      | 2     |
| 15  | 68 | Mark Willis              | Buckley Systems BSL Racing | Modenas KR3  | 27   | +1:35.980 | 24      | 1     |
| 16  | 6  | Norick Abe               | Antena 3 Yamaha-D'Antin    | Yamaha       | 26   | +1 giro   | 8       |       |
| 17  | 14 | Juan Bautista Borja      | MoviStar Honda Pons        | Honda        | 26   | +1 giro   | 9       |       |

### Ritirati
| Nº | Pilota            | Squadra                   | Motocicletta | Giri | Griglia |
| -- | ----------------- | ------------------------- | ------------ | ---- | ------- |
| 31 | Tetsuya Harada    | Aprilia Grand Prix Racing | Aprilia      | 23   | 2       |
| 5  | Alex Barros       | MoviStar Honda Pons       | Honda        | 23   | 4       |
| 22 | Sébastien Gimbert | Tecmas Honda Elf          | Honda        | 6    | 20      |
| 25 | José Luis Cardoso | Maxon TSR                 | TSR Honda    | 5    | 16      |
| 20 | Mike Hale         | Proton KR Modenas         | Modenas KR3  | 3    | 19      |
| 21 | Michael Rutter    | Millar Honda              | Honda        | 2    | 22      |
| 35 | Anthony Gobert    | Biland GP1                | MuZ-Weber    | 0    | 13      |

## Classe 250

### Arrivati al traguardo
| Pos | Nº | Pilota           | Squadra                    | Motocicletta | Giri | Tempo     | Griglia | Punti |
| --- | -- | ---------------- | -------------------------- | ------------ | ---- | --------- | ------- | ----- |
| 1   | 46 | Valentino Rossi  | Aprilia Grand Prix Racing  | Aprilia      | 25   | 39:28.278 | 7       | 25    |
| 2   | 19 | Olivier Jacque   | Chesterfield Yamaha Tech 3 | Yamaha       | 25   | +0.103    | 2       | 20    |
| 3   | 4  | Tōru Ukawa       | Shell Advance Honda        | Honda        | 25   | +0.729    | 5       | 16    |
| 4   | 56 | Shin'ya Nakano   | Chesterfield Yamaha Tech 3 | Yamaha       | 25   | +0.796    | 4       | 13    |
| 5   | 6  | Ralf Waldmann    | Aprilia Germany            | Aprilia      | 25   | +13.097   | 8       | 11    |
| 6   | 1  | Loris Capirossi  | Elf Axo Honda Gresini      | Honda        | 25   | +13.133   | 3       | 10    |
| 7   | 7  | Stefano Perugini | Fila Watches Honda         | Honda        | 25   | +25.831   | 10      | 9     |
| 8   | 21 | Franco Battaini  | FGF Battaini Racing        | Aprilia      | 25   | +25.994   | 11      | 8     |
| 9   | 12 | Sebastián Porto  | Semprucci Biesse-Group     | Yamaha       | 25   | +35.124   | 9       | 7     |
| 10  | 14 | Anthony West     | Shell Advance Honda        | TSR Honda    | 25   | +36.446   | 13      | 6     |
| 11  | 11 | Tomomi Manako    | Yamaha Kurz Aral           | Yamaha       | 25   | +49.725   | 12      | 5     |
| 12  | 24 | Jason Vincent    | Padgetts HRC Shop          | Honda        | 25   | +50.949   | 6       | 4     |
| 13  | 66 | Alex Hofmann     | Racing Factory             | TSR Honda    | 25   | +59.357   | 17      | 3     |
| 14  | 37 | Luca Boscoscuro  | Polini                     | TSR Honda    | 25   | +59.373   | 16      | 2     |
| 15  | 36 | Masaki Tokudome  | Dee Cee Jeans Racing       | TSR Honda    | 25   | +1:06.163 | 21      | 1     |
| 16  | 10 | Fonsi Nieto      | Antena 3 Yamaha-D'Antin    | Yamaha       | 25   | +1:27.873 | 20      |       |
| 17  | 15 | David García     | Antena 3 Yamaha-D'Antin    | Yamaha       | 25   | +1:29.494 | 22      |       |
| 18  | 41 | Jarno Janssen    | Rizla Honda                | TSR Honda    | 24   | +1 giro   | 23      |       |
| 19  | 16 | Johan Stigefelt  | Edo Racing                 | Yamaha       | 24   | +1 giro   | 26      |       |
| 20  | 58 | Matias Rios      | PR2 Mitsubishi             | Aprilia      | 24   | +1 giro   | 29      |       |
| 21  | 39 | Roger Harrison   | Casino Canberra            | Yamaha       | 24   | +1 giro   | 28      |       |

### Ritirati
| Nº | Pilota            | Squadra              | Motocicletta | Giri | Griglia |
| -- | ----------------- | -------------------- | ------------ | ---- | ------- |
| 40 | Jay Taylor        | Shell Advance Honda  | Honda        | 22   | 27      |
| 38 | Shaun Geronimi    | Rgv Spares           | Yamaha       | 2    | 19      |
| 17 | Maurice Bolwerk   | Rizla Honda          | TSR Honda    | 2    | 18      |
| 23 | Julien Allemand   | Tecmas Honda Elf     | TSR Honda    | 2    | 15      |
| 18 | Scott Smart       | Sabre Docshop Racing | Aprilia      | 2    | 24      |
| 9  | Jeremy McWilliams | QUB Team Optimum     | Aprilia      | 1    | 1       |
| 43 | Kevin Curtain     | Aluma-Lite Racing    | Honda        | 1    | 25      |

### Non partito
| Nº | Pilota        | Moto    | Griglia |
| -- | ------------- | ------- | ------- |
| 44 | Roberto Rolfo | Aprilia | 14      |

### Non qualificati
| Nº | Pilota             | Moto   |
| -- | ------------------ | ------ |
| 42 | Aaron Clark        | Honda  |
| 22 | Lucas Oliver Bultó | Yamaha |

## Classe 125

### Arrivati a traguardo
| Pos | Nº | Pilota               | Squadra                  | Motocicletta | Giri | Tempo     | Griglia | Punti |
| --- | -- | -------------------- | ------------------------ | ------------ | ---- | --------- | ------- | ----- |
| 1   | 13 | Marco Melandri       | Benetton Playlife        | Honda        | 23   | 38:07.081 | 3       | 25    |
| 2   | 5  | Lucio Cecchinello    | Givi Honda LCR           | Honda        | 23   | +0.035    | 2       | 20    |
| 3   | 41 | Yōichi Ui            | Festina-Derbi            | Derbi        | 23   | +0.179    | 4       | 16    |
| 4   | 8  | Gianluigi Scalvini   | Inoxmacel Fontana Racing | Aprilia      | 23   | +1.043    | 8       | 13    |
| 5   | 4  | Masao Azuma          | Benetton Playlife        | Honda        | 23   | +1.259    | 16      | 11    |
| 6   | 15 | Roberto Locatelli    | Vasco Rossi Racing       | Aprilia      | 23   | +1.898    | 6       | 10    |
| 7   | 10 | Jerónimo Vidal       | C.C. Valencia            | Aprilia      | 23   | +10.207   | 10      | 9     |
| 8   | 23 | Gino Borsoi          | Semprucci Biesse-Group   | Aprilia      | 23   | +11.845   | 7       | 8     |
| 9   | 54 | Manuel Poggiali      | Kappa Racing             | Aprilia      | 23   | +12.890   | 9       | 7     |
| 10  | 17 | Steve Jenkner        | Marlboro Team ADAC       | Aprilia      | 23   | +16.527   | 15      | 6     |
| 11  | 32 | Mirko Giansanti      | Kappa Racing             | Aprilia      | 23   | +16.731   | 12      | 5     |
| 12  | 16 | Simone Sanna         | Polini                   | Honda        | 23   | +16.837   | 13      | 4     |
| 13  | 1  | Kazuto Sakata        | M.T.P. - Team Pileri     | Honda        | 23   | +36.339   | 17      | 3     |
| 14  | 26 | Ivan Goi             | Matteoni Racing          | Honda        | 23   | +36.408   | 19      | 2     |
| 15  | 7  | Emilio Alzamora      | Via Digital Team         | Honda        | 23   | +49.941   | 11      | 1     |
| 16  | 44 | Alessandro Brannetti | Future Strategies        | Aprilia      | 23   | +51.121   | 20      |       |
| 17  | 22 | Pablo Nieto          | Festina-Derbi            | Derbi        | 23   | +51.786   | 18      |       |
| 18  | 29 | Ángel Nieto Jr       | Via Digital Team         | Honda        | 23   | +53.389   | 14      |       |
| 19  | 9  | Frédéric Petit       | Racing Moto Sport        | Aprilia      | 23   | +1:07.146 | 21      |       |
| 20  | 18 | Reinhard Stolz       | Polini                   | Honda        | 23   | +1:16.137 | 27      |       |
| 21  | 12 | Randy de Puniet      | Scrab Competition        | Aprilia      | 23   | +1:16.144 | 25      |       |
| 22  | 24 | Robbin Harms         | Mayer-Rubatto Racing     | Aprilia      | 23   | +1:28.270 | 26      |       |
| 23  | 88 | Broc Parkes          | Scot Walker Racing       | Honda        | 22   | +1 giro   | 29      |       |
| 24  | 92 | Dennis Charlett      | Chris Gordon Racing      | Honda        | 22   | +1 giro   | 30      |       |

### Ritirati
| Nº | Pilota            | Squadra                    | Motocicletta | Giri | Griglia |
| -- | ----------------- | -------------------------- | ------------ | ---- | ------- |
| 6  | Noboru Ueda       | Givi Honda LCR             | Honda        | 19   | 1       |
| 21 | Arnaud Vincent    | C.C. Valencia              | Aprilia      | 8    | 5       |
| 90 | Andrew Willy      | Fairbairn Cranes-Racing    | Honda        | 6    | 28      |
| 89 | Peter Galvin      | Teknic Motorcycle Clothing | Honda        | 5    | 23      |
| 11 | Max Sabbatani     | Matteoni Racing            | Honda        | 3    | 22      |
| 91 | Michael Teniswood | Teniswood Racing           | Honda        | 0    | 24      |